# Nesarpalus gregarius
Nesarpalus gregarius é uma espécie de insetos coleópteros pertencente à família Carabidae.
A autoridade científica da espécie é Fauvel, tendo sido descrita no ano de 1897.
Trata-se de uma espécie presente no território português.